# Kanton Cherbourg-en-Cotentin-2
Cherbourg-en-Cotentin-2 is een kanton van het Franse departement Manche in de regio Normandië en maakt deel uit van het arrondissement Cherbourg.
Het kanton is op 22 maart 2015 gevormd uit de gemeente La Glacerie, dat werd overgenomen van het kanton Tourlaville en een deel van Cherbourg-Octeville. Beide zijn sinds 1 januari 2016 deelgemeenten van de gemeente Cherbourg-en-Cotentin waardoor het kanton geheel binnen de gemeentegrenzen valt.
Op 5 maart 2020 werd het kanton officieel hernoemd van Cherbourg-Octeville-2 naar Cherbourg-en-Cotentin-2 in overeenkomst met de naam van de gemeente Cherbourg-en-Cotentin.
Agon-Coutainville · Avranches · Bréhal · Bricquebec-en-Cotentin · Carentan-les-Marais · Cherbourg-en-Cotentin-1 · -2 · -3 · -4 · -5 · Condé-sur-Vire · Coutances · Créances · Granville · La Hague · Isigny-le-Buat · Le Mortainais · Les Pieux · Pont-Hébert · Pontorson · Quettreville-sur-Sienne · Saint-Hilaire-du-Harcouët · Saint-Lô-1 · -2 · Valognes · Val-de-Saire · Villedieu-les-Poêles